# Chromeurytoma montana
Chromeurytoma montana är en stekelart som först beskrevs av Girault 1929.  Chromeurytoma montana ingår i släktet Chromeurytoma och familjen puppglanssteklar. Inga underarter finns listade i Catalogue of Life.